# جبل الاحيرش
جبل الاحيرش جبل يقع في الشمال الغربي من الجمهورية التونسية غربي مدينة جندوبة داخل معتمدية جندوبة الشمالية من ولاية جندوبة، يبلغ ارتفاعه 678 م. 

## مواضيع ذات صلة
- جبال تونس
- ولاية جندوبة